# 毛地黄鼠尾草
毛地黄鼠尾草（学名：Salvia digitaloides）是唇形科鼠尾草属的植物，为中国的特有植物。分布在中国大陆的云南等地，生长于海拔2,500米至3,400米的地区，常生于松林下荫燥地及旷坡草地上，目前已由人工引种栽培。

## 别名
银紫丹参、白元参（云南丽江）、玉名喇叭（云南丽江纳西语）

## 变种
无毛毛地黄鼠尾草（学名：Salvia digitaloides var. glabrescens）为唇形科鼠尾草属毛地黄鼠尾草的变种，是中国的特有植物。分布于中国大陆的四川等地，生长于海拔2,300米至2,500米的地区，常生于谷地，目前已由人工引种栽培。